# Kirsten McDuffie
Kirsten McDuffie è un'avvocatessa appartenente all'Universo Marvel ideata da Mark Waid e Paolo Rivera nel 2011.

## Storia editoriale
Kirsten McDuffie debutta nel luglio del 2011 all'interno del primo albo della serie di Daredevil scritta da Mark Waid rimanendone comprimario fisso fino al settembre del 2015 quando termina la gestione dello scrittore. Il personaggio compare in ruoli secondari nelle successive gestioni di Charles Soule (2015 - 2018) e Chip Zdarsky (2019-2023).

## Altri media

### Marvel Cinematic Universe
Kirsten appare come comprimario fisso nella serie in streaming Daredevil - Rinascita della Disney interpretata da Nikki M. James, in cui ricopre il ruolo di amica e socia del protagonista, con cui gestisce lo studio legale "Murdock & McDuffie".